# علا العجيزي
علا العجيزي (ولدت في القاهرة في 17 أغسطس 1948)، هي عالمة آثار مصرية وأستاذة فخرية في جامعة القاهرة. تُعتبر خبيرة في اللغة الديموطيقية، وقد نشرت العديد من الدراسات حول هذه اللغة.
قادت منذ عام 2005 عمليات التنقيب في سقارة، حيث اكتشفت قبور العديد من الشخصيات البارزة المرتبطة بالملك رمسيس الثاني. في عام 2015، قدم لها زملاؤها كتابًا تكريميًا بعنوان Mélanges offerts à Ola el-Aguizy (مجموعات مهداة إلى علا العجيزي).

## الحياة المبكرة والتعليم
تخرجت علا العجيزي حاصلة على درجة الماجستير في الآثار من جامعة القاهرة عام 1978، ثم حصلت على درجة الدكتوراه من نفس الجامعة في عام 1985. بدأ اهتمامها بالآثار منذ دراستها الجامعية حيث تخصصت في اللغات المصرية القديمة. بدأت العمل في جامعة القاهرة عام 1970، أولًا كمساعدة، ثم محاضرة. في الثمانينيات والتسعينيات، شاركت بانتظام في المؤتمر الدولي لدراسات اللغة الديموطيقية (الذي يُعقد كل أربع سنوات تقريبًا).
في عام 2002، أصبحت رئيسة قسم الآثار المصرية، وفي عام 2003 عميدة كلية الآثار. وفي عام 2006 تم تعيينها أستاذة للغات المصرية، وهو المنصب الذي شغلته حتى عام 2008، حين أصبحت أستاذة فخرية.
تعد العجيزي عضوًا في اللجنة العلمية الدائمة للآثار وجمعية علماء المصريات الدولية. وقد نشرت العديد من الدراسات حول اللغة الديموطيقية، بما في ذلك دراسة باليغرافية للغة استنادًا إلى البرديات الموجودة في مجموعة المتحف المصري.

## التنقيب في سقارة
تقود علا العجيزي حفريات جامعة القاهرة في سقارة منذ عام 2005. وفي عام 2007، وخلال الموسم الثاني من الحفريات، أعادت اكتشاف قبر القائد العسكري بتاح مس. كان هذا القبر قد اكتشف سابقًا في عام 1859 بواسطة أوغست مارييت وتم تصويره جزئيًا بواسطة ثيودول دوفييرا، لكن موقعه أصبح مجهولًا منذ ذلك الحين. استخدمت العديد من القبور من الأسرة 19 كقبور عائلية في الفترة المتأخرة. تحت قبر حوي-نفرت وُجد مدفن أم كاهن الفرعون منكاورا.
في عام 2014، اكتشفت العجيزي وأشرفت على الحفريات في قبر باسر رئيس الأرشيف العسكري وفي عام 2017 اكتشفت قبر إويرهيا (المعروف أيضًا باسم أورخيا)، الجنرال في عهد رمسيس الثاني. وفي عام 2021، اكتشف فريقها قبر بتاح-م-ويا، رئيس خزينة رمسيس الثاني. وفي عام 2022، اكتشفت تابوتًا في القبر بعد أن تم رفعه بواسطة دلو عبر عمود بئر عمقه 8 أمتار.

## الجوائز والتكريم
- في عام 2015، كرّم زملاؤها علا العجيزي من خلال تقديم كتاب تكريمي حررته فايزة هيكل بعنوان "Mélanges offerts à Ola el-Aguizy"، وذلك تقديرًا لمساهماتها الكبيرة في مجال علم المصريات.[6][7]
- في عام 2021، كانت العجيزي من بين مجموعة من علماء الآثار الذين تم تكريمهم من قبل رئيس جامعة القاهرة. ومن بين الآخرين الذين تم تكريمهم أيضًا: أحمد عبد الزهار، ممدوح الدماطي، وفايزة هيكل.[8]

## مؤلفات
- العجيزي ، علا محمد، وآخرون. "اكتشاف قبر الجنرال الكبير للجيش إويرهيا: توموغرافيا المقاومية الكهربائية شبه ثلاثية الأبعاد (ERT)، سقارة، الجيزة، مصر." مساهمات في الجيوفيزياء والجيوأرصاد 50.4 (2020): 425-446.
- العجيزي ، علا، وفايزة هيكل. "التغيرات في اللغة المصرية القديمة." مصر/العالم العربي 27-28 (1996): 25-34.
- العجيزي ، علا. "بعض الأوستراكا الديموطية في متحف القاهرة." مصر وبلاد الشام (1994): 125-144.
- العجيزي ، علا. "وثيقة قضائية بطلمية من حوت-نسو." نشرة معهد الآثار الشرقية الفرنسي 88 (1988): 51-62.
- العجيزي ، علا. "الأقزام والقزام في مصر القديمة." سجلات خدمة الآثار المصرية . الرحلة. 71. 1987.

## تسجيلات فيديو
- youTube : اكتشاف مقبرة بتاح مس على يوتيوب
- YouTube :Dr. Ola El Aguizy على يوتيوب

## وصلات خارجية
- كلية الآثار جامعة القاهرة
- العثور على لوحات وتمائم وجداريات من القرن 13 ق.م
- العثور على بقايا مومياء بمقبرة جنوب القاهرة
- الكشف عن مقبرة قائد الجيش بسقارة